# Migoidea
Migoidea é uma superfamília de aranhas migalomorfas que contém duas famílias.

## Taxonomia
A superfamília Migoidea contém as seguintes famílias:
- Migidae
- Actinopodidae